# Den store arv
Den store arv (russisk: Клятва, translit.: Kljatva, da.: Løftet) er en sovjetisk film fra 1946 produceret af filmstudiet Tbilisi Film og instrueret af Mikhail Tjiaureli. Filmen anses som et udtryk for den personkult, der omgærede Josef Stalin.
Filmen havde dansk biografpremiere i november 1947 i Colosseum i København.

## Handling
I 1924 påbegynder bolsjevikken Petrov, der bor i Tsaritsyn, en rejse for at bringe et brev til Vladimir Lenin, for at informere ham om Kulaksoldater, der strejfer rundt i landet og spreder død og elendighed. Kulakkerne myrder ham. Petrovs enke, Varvara, fortsætter sin søgen og slutter sig til en gruppe, der rejser til Moskva. Da de ankommer, opdager de, at Lenin er død. I Kreml fortæller Vjatjeslav Molotov til Anastas Mikojan, at nu vil Grigorij Sinovjev, Lev Kamenev og Nikolaj Bukharin forsøge at undergrave kommunistpartiet ved at angribe Stalin, Lenins hengivne discipel. Stalin sørger over sin lærers bortgang og holder en lovprisning ved begravelsen og opfordrer alle tilstedeværende og alle Sovjetunionens befolkning til at love at bevare Lenins arv. Folket afgiver højtideligt løfte om at bevare arven fra Lenin. Varvara ser Stalin og afleverer ham det blodplettede brev, mærket "Til Lenin".
Varvaras søn Sergej bliver opfinder og udvikler den første sovjetiske traktor opmuntret af Stalin. Hendes anden søn, Aleksandr, bliver leder af Stalingrads Traktorfabrik. Stalin leder befolkningen i USSR ved at implementere Sovjetunionens femårsplaner og ved at at industrialisere landet, på trods af Bukharins modstand. Amerikanske sabotører brænder traktorfabrikken og dræber Varvaras datter, Olga.
Da tyskerne truer med krig, rejser Sergej til Paris for at advare om den forestående fare. Franskmændene og briterne afviser de sovjetiske advarsler. Da anden verdenskrig begynder, melder de to sønner sig frivilligt til fronten. I slutningen af krigen mødes Varvara og Stalin igen i Kreml. Stalin kysser hendes hånd som anerkendelse af de sovjetiske mødres bidrag til sejren og fortæller hende, at snart vil alt, hvad Lenin forudså, blive opfyldt.

## Medvirkende
- Mikheil Gelovani - Joseph Stalin
- Aleksej Gribov - Kliment Vorosjilov
- Nikolaj Konovalov - Mikhail Kalinin
- Roman Jurjev - Andrej Zjdanov
- Nikolaj Ryzjov - Lazar Kaganovitj